# Owen Dodson
Owen Vincent Dodson (28 de novembro de 1914 - 21 de junho de 1983) foi um poeta, romancista e dramaturgo americano. Ele foi um dos principais poetas afro-americanos de seu tempo, associado à geração de poetas negros após o Renascimento do Harlem. Ele recebeu uma bolsa da Fundação Rosenwald para uma série de peças de um ato.

## Biografia
Nascido no Brooklyn, Nova York, EUA, Dodson estudou no Bates College (BA 1936) e na Yale School of Drama (MFA 1939). Ele lecionou na Howard University, onde foi presidente do Departamento de Drama, de 1940 a 1970, e brevemente no Spelman College e na Atlanta University. James V. Hatch explicou que Dodson "é o produto de duas forças paralelas - a experiência negra na América com suas rotas folclóricas e urbanas e uma educação humanista clássica".
A poesia de Dodson variou amplamente e cobriu uma ampla gama de assuntos, estilos e formas. Ele escreveu às vezes, embora raramente, em dialeto negro, e em outras citou e aludiu à poesia clássica e ao drama. Ele escreveu sobre religião e sexualidade - ele era gay, embora tenha ficado brevemente noivo de Priscilla Heath, uma colega de classe de Bates. Um crítico o descreve como "um homem gay brilhante que descobriu sua preferência sexual cedo na vida, mas que, no entanto, teve azar e foi infeliz em vários relacionamentos malfadados".
Ele estava intimamente associado aos poetas WH Auden e William Stanley Braithwaite, mas suas influências eram difíceis de definir. Em uma entrevista com Charles H. Rowell, ele disse:
Bom, todo escritor, no início da carreira, é influenciado por alguém. Certamente é verdade que os ritmos ragtime de Langston Hughes e a ordem do conde Cullen, sua devoção à igreja, me influenciaram. Mas você sabe, se ouvir Bach e depois ouvir o primeiro Haydn, você pode ver um cruzamento entre os dois - você pode ver que Bach foi influenciado por Haydn. Então, se você ouvir Haydn em sua maturidade e depois ouvir Beethoven, poderá ver que Beethoven foi influenciado no início de sua carreira. E se você ouvir o maior Beethoven e depois ouvir o primeiro Brahms, você pode ver que o primeiro Brahms foi influenciado pelo último Beethoven. Então ele se tornou seu próprio estilo. Ele tem sua própria ideia de vida. Você admira seu pai e imita seus gestos e sua postura - a maneira como ele fala, a maneira como segura o copo, a maneira como beija a esposa. Há algo sobre ele que influencia você. Mas então, conforme você envelhece, começa a ter seu próprio estilo, sua própria classe, sua própria ideia do que está acontecendo. Oh, sim, é verdade que Langston Hughes e Countee Cullen me influenciaram.
No drama, ele citou Henrik Ibsen como uma influência, embora novamente como um relacionamento inicial a ser retrabalhado e meio esquecido. Os dois romances de Dodson são geralmente considerados autobiográficos.
Dodson morreu em 1983 de doença cardiovascular aos 69 anos.
Dodson é um dos temas do livro de Hilton Als de 1996, The Women ; de acordo com Als, Dodson era seu mentor e amante.

## Obras
Poesia:
- Powerful Long Ladder (1946)
- The Confession Stone: Song Cycles (1970)
  - Poems from The Confession Stone were set to music by composer Robert Fleming (1968).
- The Harlem Book of the Dead (1978). Collaboration with photographer James Van Der Zee and artist Camille Billops.

Peças:
- Lenda do Bayou
- Divina Comédia
- Até que a vitória seja conquistada
- Novo Mundo A-Vindo
- Jardim do Tempo (1945)
- A Pedra da Confissão (1960)

Romances:
- Menino na Janela (1951)
- Volte para casa cedo, criança (1967)

## Artigos
- Centro de Pesquisa Moorland-Spingarn, Universidade Howard
- Coleção Countee-Cullen-Harold Jackman, Universidade de Atlanta
- Coleção James Weldon Johnson, Universidade de Yale
- Coleção Hatch-Billops, Nova York, Nova York. [8]